# Lípa v Arnoltově
Lípa v Arnoltově je památný strom v Arnoltově v okrese Sokolov v Karlovarském kraji v severozápadní části CHKO Slavkovský les. Přibližně třistaletá lípa velkolistá (Tilia platyphyllos) roste po levé straně silnice do Kostelní Břízy v nadmořské výšce 537 m. Koruna lípy je široká 21 m a sahá do výšky 34 m, obvod kmene měří 477 cm (měření 1995). Chráněna je od roku 1995 pro svůj věk, vzrůst a estetickou hodnotu.
Je zároveň uvedena na seznamu významných stromů Lesů České republiky.

## Stromy v okolí
- Javory v Arnoltově
- Bambasův dub
- Kleny v Kostelní Bříze
- Lípy u Vondrů
- Lípa u kostela (Kostelní Bříza)
- Lípa v Kostelní Bříze
- Šenbauerův dub